# زيري بن عطية
زيري بن عطية بن عبد الله بن خزر (توفي سنة 1001) زعيم قبيلة مغراوة من أمازيغ زناتة، ومؤسس مدينة وجدة.

بعد جلائهم من المغرب الأوسط بسبب حملة بلقين بن زيري استقروا بالمغرب الأقصى تحت راية أمويي الأندلس، وبعد وفاة أخيه مقاتل بن عطية انفرد بالرياسة وولاه أبو عامر المنصور على المغرب الأقصى سنة 381 هـ فقضى على عصيان القبائل. وفي عام 382 هـ وفد زيري على المنصور بقرطبة، واستُقبل فيها بآيات التبجيل والاحترام. لكن زيري بن عطية كان يخدمه ضمن حدود، حيث يروي ابن أبي زرع في كتابه روض القرطاس على النحو التالي زيارة زيري هذا لقرطبة: 
أثناء غيباه انتهز يدو بن يعلى اليفرني زعيم قبيلة يفرن، واستولى على فاس فعاد زيري إلى المغرب واسترد المدينة بعد حرب ضارية، وقتل زيري يدو وأرسل رأسه إلى المنصور.

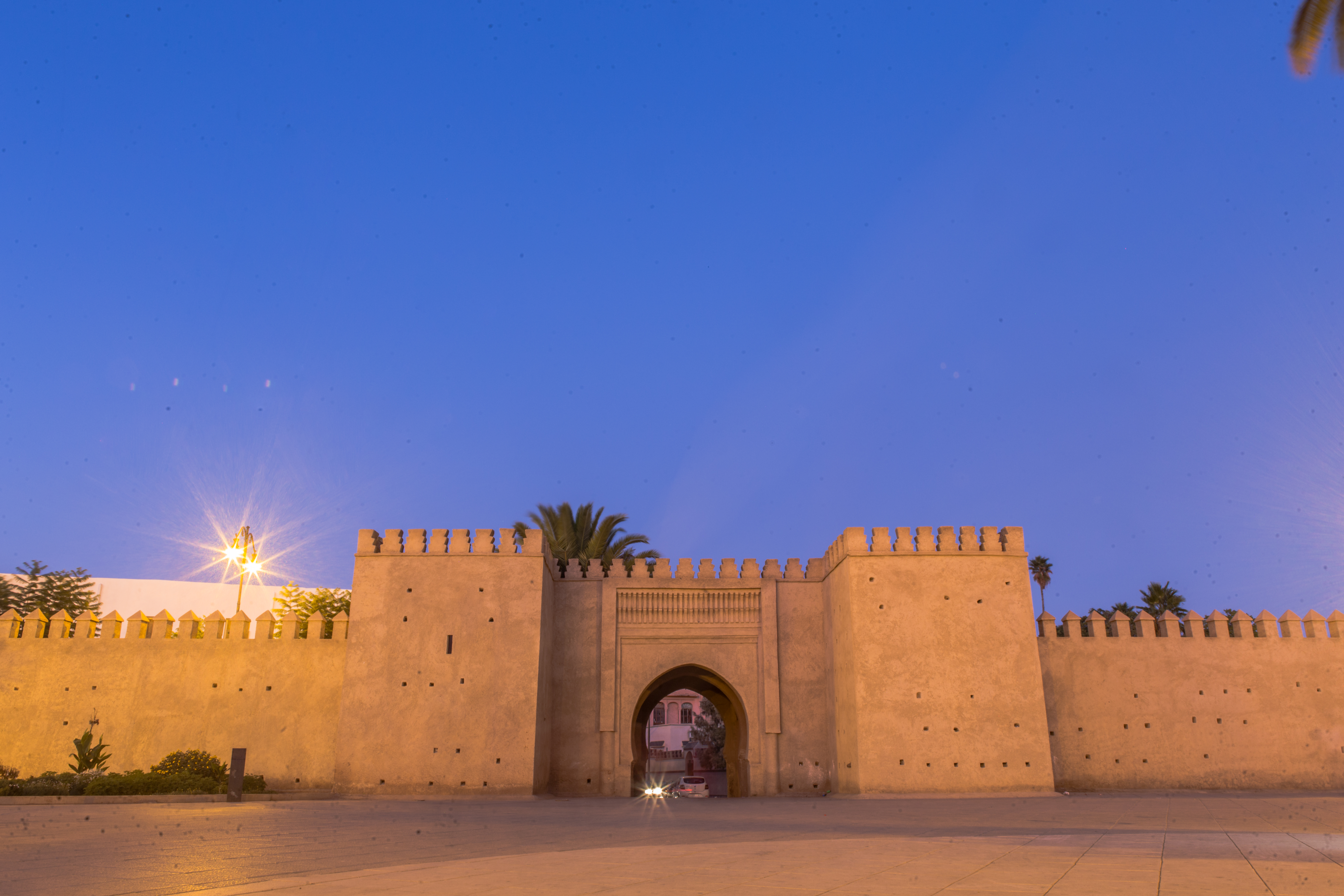
باب سيدي عيسى بوجدة

بنى مدينة وجدة سنة 384 هـ لتكون ثغرا للمغرب الأقصى والأوسط وجعلها قاعدة ملكه. في سنة 386 هـ خرج على المنصور بن أبي عامر ونادى بالبراءة منه، حيث كان زيري بن عطية من أولياء بني أمية ومن أشد المخلصين لهم، وكان غاضباً من أبن أبي عامر وناقماً عليه بسبب سياسته في الحجر على الخليفة الفتى هشام واستلاب سلطته، فأرسل المنصور لقتاله جيشا ضخما بقيادة مولاه واضح وولده عبد المالك المظفر واصطحب المنصور بنفسه ابنه من قرطبة إلى الجزيرة الخضراء. فالتقا الجمعان بأحواز طنجة فانهزم الأمير زيري بن عطية وانكسر ما كان معه من الجيش وانتهى أمره بالفرار إلى فاس فأغلق أهلها أبواب المدينة في وجهه،
فطلب منهم إخراج عياله وأولاده، ففعلوا، وأعطوه زادا فذهب بنفسه إلى الصحراء ببلاد صنهاجة في المغرب الأوسط فوجدهم قد اختلفوا على ملكهم باديس بن منصور ابن بلكين، فاستدعى قبيلة مغراوة فجاءه منها حشود واستولى على تاهرت وجملة من بلاد الزاب وملك تلمسان وغيرها وأقام الدعوة للمؤيد هشام بن الحكم الأموي بعد أن استعانت به صبح البشكنجية لنصرة الخليفة المسلوب.
في الأخير، كتب إلى المنصور بن أبي عامر يسترضيه ويشترط عليه أن يعيده إلى ولاية المغرب الأقصى، وقبل أن يتلقى الإجابة، مات متأثرا من جراحات كانت أصابته، وتزعم من بعده ابنه المعز بن زيري.